# بیمارستان ادونتیست بانکوک
بیمارستان ادونتیست بانکوک (به انگلیسی: Bangkok Adventist Hospital) بیمارستانی خصوصی در  کشور تایلند است که در سال ۱۹۳۷ میلادی ساخته شده و دارای ۴۴۵ تخت است.